# Blue Sky Studios

Blue Sky Studios (укр. Блю Скай Студіос) — американська анімаційна студія. Найбільш відомі повнометражні анімаційні фільми студії Blue Sky Studios: «Льодовиковий період» (включаючи продовження «Глобальне потепління», «Ера динозаврів», «Континентальний дрейф» і «Курс на зіткнення»), «Ріо», «Роботи», «Хортон».

## Історія
Blue Sky була заснована в лютому 1987 року Крістофером Веджом, Майклом Ферраро, Карлом Людвігом, Елісон Браун і Девідом Браун (з числа художників і техніків MAGI (англ. Mathematical Applications Group, Inc.), які працювали над фільмом кінокомпанії Уолта Діснея «Трон». У період з кінця 1980-х і в 1990-ті роки робота Blue Sky Studios полягала у виробництві телевізійних рекламних роликів та візуальних ефектів для кіно. Штаб-квартира студії розташовувалася у Вайт-Плейнсі (англ. White Plains), штат Нью-Йорк. Студія випустила понад 200 анімаційних роликів для таких організацій та компаній, як Крайслер, Марс (цукерки M&M's), General Foods, Texaco і навіть корпусу морської піхоти США.
У 1997 році студія була придбана компанією Двадцяте Століття Фокс (20th Century Fox), і об'єднана зі студією VIFX у Лос-Анджелесі. Почалася робота над створіннями візуальних ефектів для фільмів, однак, коли VIFX була продана студії Rhythm & Hues Studios, Blue Sky знову зосередила свою роботу на анімаційних фільмах. 5 січня 2009 штаб-квартира студії переїхала з Нью-Йорка в Ґринвіч, штат Коннектикут.

## Фільмографія

### Повнометражні анімаційні фільми

#### Мультфільми, що вийшли
| №  | Назва                                        | Оригінальна назва              | Бюджет    | Збори     | Прем'єра         | RT   | IMDb |
| -- | -------------------------------------------- | ------------------------------ | --------- | --------- | ---------------- | ---- | ---- |
| 1  | Льодовиковий період                          | Ice Age                        | $59 млн.  | $383 млн. | 15 березня 2002  | 77 % | 7.4  |
| 2  | Роботи                                       | Robots                         | $75 млн.  | $260 млн. | 11 березня 2005  | 64 % | 6.4  |
| 3  | Льодовиковий період 2: Глобальне потепління  | Ice Age: The Meltdown          | $80 млн.  | $660 млн. | 31 березня 2006  | 57 % | 6.9  |
| 4  | Хортон                                       | Dr. Seuss' Horton Hears a Who! | $85 млн.  | $383 млн. | 14 березня 2008  | 79 % | 7.2  |
| 5  | Льодовиковий період 3: Ера динозаврів        | Ice Age: Dawn of the Dinosaurs | $90 млн.  | $886 млн. | 1 липня 2009     | 45 % | 7.1  |
| 6  | Ріо                                          | Rio                            | $90 млн.  | $484 млн. | 15 квітня 2011   | 72 % | 7.2  |
| 7  | Льодовиковий період 4: Континентальний дрейф | Ice Age: Continental Drift     | $95 млн.  | $877 млн. | 13 липня 2012    | 37 % | 7.0  |
| 8  | Епік                                         | Epic                           | $93 млн.  | $268 млн. | 24 травня 2013   | 64 % | 7.2  |
| 9  | Ріо 2                                        | Rio 2                          | $103 млн. | $500 млн. | 20 березня 2014  | 46 % | 7.4  |
| 10 | Снупі та Чарлі Браун: Дрібнота у кіно        | The Peanuts Movie              | $99 млн.  | $246 млн. | 6 листопада 2015 | 87 % | 7.1  |
| 11 | Льодовиковий період: Курс на зіткнення       | Ice Age: Collision Course      | $105 млн. | $408 млн. | 22 липня 2016    | 15 % | 5.8  |
| 12 | Фердинанд                                    | Ferdinand                      | $111 млн. | $296 млн. | 15 грудня 2017   | 73 % | 6.8  |
| 13 | Шпигуни під прикриттям                       | Spies in Disguise              | $100 млн. | $171 млн. | 4 грудня 2019    |      |      |

### Короткометражні мультфільми
| № | Назва                               | Оригінальна назва      | Прем'єра          |
| - | ----------------------------------- | ---------------------- | ----------------- |
| 1 | Банні                               | Bunny                  | 1998 рік          |
| 2 | Втрачений горіх                     | Gone Nutty             | 26 листопада 2002 |
| 3 | Не час для горіхів                  | No Time for Nuts       | 21 листопада 2006 |
| 5 | Сід, інструкція по виживанню        | Surviving Sid          | 9 грудня 2008     |
| 6 | Зонторіг                            | Umbrellacorn           | 26 липня 2013     |
| 7 | Космічна Скратастрофа               | Cosmic Scrat-tastrophe | 6 листопада 2015  |
| 8 | Льодовиковий період: Історія Скрата | Ice Age: Scrat Tales   | 13 квітня 2022    |

#### «Спеціальні» телевізійні випуски
| № | Назва                                | Оригінальна назва            | Прем'єра          |
| - | ------------------------------------ | ---------------------------- | ----------------- |
| 1 | Льодовиковий період: Різдво мамонтів | Ice Age: A Mammoth Christmas | 24 листопада 2011 |

### Асоційоване виробництво
| № | Назва                             | Оригінальна назва                   | Прем'єра       |
| - | --------------------------------- | ----------------------------------- | -------------- |
| 1 | Льодовиковий період: Пригоди Бака | The Ice Age Adventures of Buck Wild | 28 січня 2022  |
| 2 | Німона                            | Nimona                              | 30 червня 2023 |